# 窦衍
竇衍（?—?），扶风郡平陵县（今陕西省咸阳市秦都区）人，祖籍河南郡洛阳县（今河南省洛阳市东），窦抗的长子。

## 生平
窦衍在唐朝历任营州都督、左右武候将军、黔费等一十四州诸军事、上柱国，袭爵陈国公，死后谥号密。

## 家庭

### 夫人
- 弘农杨氏，隋朝封长寿公主
- 达奚淑，北魏仪城王奚斤曾孙女，冠军将军、户部尚书、平阳公达奚寔孙女，隋朝银青光禄大夫、石州刺史、高唐公达奚隆之女，封陈国夫人[1]

### 子孙
- 窦孝寿，第八子，长寿公主所生，唐朝朝请大夫、代理越州余姚县县令
- 竇孝儉
  - 竇廚，太僕少卿
- 竇孝威
- 竇孝忠，簡州刺史